# Cruzado (cheval)
Pour les articles homonymes, voir Cruzado.
Un Cruzado ou Hispano est, dans la péninsule Ibérique, un cheval issu de croisements entre la souche locale (Pure race espagnole ou Lusitanien) et une race de chevaux à sang chaud, le plus souvent Anglo-arabe, Pur-sang ou Arabe. La notion de Cruzado est ainsi équivalente à celle de Demi-sang. Il ne s'agit pas à proprement parler d'une race, mais d'un type de cheval.

## Description
Un Cruzado peut aussi être issu d' un croisement de Pure race espagnole et de Lusitanien, ou encore entre deux Pure race espagnole issus de lignées différentes. La notion est en cela équivalente à celle de demi-sang.
Il existe un stud-book portugais et espagnol pour les chevaux Cruzado.

## Types
Spécifiquement à la race espagnole, les différents cruzados peuvent être :
- Pure race espagnole x Pur-sang Arabe ou Hispano-arabe ;
- Pure race espagnole x Anglo-arabe ou Hispano-anglo-arabe ;
- Pure race espagnole x Pur-sang ou Hispano-anglais.

Spécifiquement à la race portugaise, les différents cruzados peuvent être :
- Lusitanien x Pur-sang Arabe ou Lusitano-arabe ;
- Lusitanien x Anglo-arabe ou Lusitano-anglo-arabe.

### Hispano-anglo-arabe
Un exemple de croisement fréquent est l'Hispano-anglo-arabe. Cette race a son propre stud-book au Portugal. Elle est issue du croisement de « trois sangs », un étalon Pur-sang avec une jument Lusitano-Arabe, ou un étalon Lusitanien avec une jument Anglo-arabe. Le but serait de produire des chevaux aptes à la tauromachie. La plupart de ces chevaux sont exportés en Espagne, ils sont souvent utilisés en Doma vaquera et en tauromachie, et font de bons chevaux de travail.
Le Cruzado est marqué soit de l'emblème de son naisseur, soit de la marque typique du Cruzado qui est un Epsilon surmonté d'une couronne.

### Arabe-lusitanien
Un stud-book spécial existe au Portugal pour les cruzados issus du croisement de juments lusitaniennes avec des étalons arabes, connus comme Arabe-lusitanien ou Arabo-lusitanien. Ces chevaux sont eux aussi destinés à la tauromachie, le but du croisement est d'obtenir un cheval plus vif, rapide et léger que le lusitanien. Ils sont aussi exportés en Espagne où les arènes sont plus vastes qu'au Portugal.